# Heeresgruppe Afrika
Il Gruppo d'armate Africa (tedesco: Heeresgruppe Afrika) fu un'unità militare dell'esercito tedesco, operativa in Nord Africa dal febbraio al maggio 1943, nel corso della seconda guerra mondiale.

## La nascita del Gruppo d'armate Afrika
L'impegno profuso dalla Wehrmacht a sostegno delle operazioni militari italiane in Nord Africa crebbe costantemente di intensità sin da quando (il 19 febbraio 1941) l'Alto Comando tedesco (OKW) decise di inviare alcune unità corazzate (l'Afrika Korps) in questo teatro.
Durante l'estate del 1941 l'OKW potenziò la struttura di comando in Africa creando il 15 agosto un nuovo quartier generale chiamato Panzergruppe Afrika, che venne ufficialmente istituito il 1º settembre 1941 al comando del General der Panzertruppe Erwin Rommel. Sotto il suo comando diretto rimanevano le unità precedentemente inquadrate nell'Afrika Korps, più alcune altre unità aggiuntive tedesche e italiane che erano state mandate in Africa a supporto delle operazioni.
Il 30 gennaio 1942 il Panzergruppe Afrika venne rinominato Panzerarmee Afrika che per una maggior collaborazione con le forze italiane presenti in Africa settentrionale il 1º ottobre 1942 venne sciolto per creare la Deutsch-Italienische Panzerarmee (Armata corazzata italo-tedesca) Dopo la sconfitta di El Alamein e l'invasione Alleata del Nord-Africa occidentale, l'OKW aumentò ancora la presenza tedesca in Africa creando il LXXXX Corpo d'armata in Tunisia il 19 novembre 1942 e, successivamente inviare sul suolo africano la 5. Panzerarmee al comando del generaloberst Hans-Jürgen von Arnim, con l'obiettivo di creare una testa di ponte in Tunisia per fronteggiare la minaccia proveniente sia da Est sia da Ovest, il quartier generale venne costituito l'8 dicembre 1942.
Nel novembre 1942 avvenene il ritiro dalla frontiera egiziana e dalla Cirenaica e il 24 novembre Rommel giunse ad El Agheila dove erano in fase di formazione alcune divisioni italiane che si unirono al ripiegamento: la 80ª Divisione fanteria "La Spezia", la 136ª Divisione corazzata "Giovani Fascisti" e la Divisione "Centauro" che, dopo avere avuto ingenti perdite durante il trasferimento dall'Italia verso l'Africa, non giunse in Tunisia come reparto organico, dato che parte delle sue unità non venne mai trasferita e che i reparti trasferiti, man mano che arrivavano sul suolo africano, venivano immediatamente inviati al fronte aggregate ad altri reparti presenti sul suolo africano e con questi reparti venne ricostituita la divisione e la maggior parte dei carri a disposizione della divisione proveniva dai battaglioni XIV e XVII del 31º Reggimento carristi che avevano operato sotto il comando del Raggruppamento Cantaluppi, che aveva già assorbito quanto restava dell'Ariete e della Littorio.
Nel novembre 1942, dopo la sconfitta di El Alamein e lo sbarco alleato in Algeria e Marocco l'OKW prese la decisione di inviare sul suolo africano la 5. Panzerarmee creata l'8 dicembre 1942 in Tunisia, a partire dal preesistente LXXXX.Armeekorps, al comando del generaloberst Hans-Jürgen von Arnim, con l'obiettivo di creare una testa di ponte in Tunisia per fronteggiare la minaccia proveniente sia da Est sia da Ovest, il cui quartier generale venne costituito l'8 dicembre 1942.
Nel novembre-dicembre 1942 le truppe italo-tedesche ripiegarono in combattimento sulla difensiva combattendoo sulla linea di Marsa el Brega incalzate dalle truppe dell'dell'VIII Armata, proseguendo nel dicembre 1942 la ritirata dalla Tripolitania, combattendo tra il novembre 1942 e il gennaio 1943 sulla linea difensiva di Buerat.
Sotto l'avanzata degli alleati Tripoli venne occupata dalle truppe della VIII Armata britannica, che vi entrarono il 23 gennaio del 1943 e il 25 gennaio, abbandonata la Libia, le truppe italo-tedesche varcarono il confine con la Tunisia.
Il giorno seguente la caduta di Tripoli, dal fronte russo venne richiamato il generale Messe che venne nominato da Mussolini comandante delle forze italiane in Tunisia.
Mussolini, che aveva voluto fortemente Messe a capo delle forze italiane in Tunisia lo invitò a resistere in quel lembo di terra per riprendere l’offensiva nell'estate e riconquistare la Libia, ma Messe si rese conto dell'entità e dell'equipaggiamento delle forze a disposizione e che senza ulteriori rifornimenti sarebbe stato impossibile mantenere le posizioni; a queste osservazioni il Duce rispose che occorreva resistere ad ogni costo, per ritardare l’attacco contro l’Italia, che avrebbe seguito fatalmente alla sconfitta italiana in Africa.
Il 23 febbraio 1943 i resti della Armata corazzata italo-tedesca vennero inquadrati nella nuova 1ª Armata Italiana, sotto il comando del generale italiano Giovanni Messe, mentre Rommel venne posto al comando di un nuovo gruppo di armate, destinato a coordinare le attività delle unità operanti in Nord Africa, denominato Heeresgruppe Afrika, che aveva alle sue dipendenze la 1ª Armata Italiana di Messe e la 5. Panzerarmee di von Arnim, che avrebbe partecipato a tutte le fasi della campagna fino alla resa in Tunisia.
Messe aveva a disposizione quattro divisioni di fanteria italiane ("La Spezia", "Pistoia", "Trieste" e "Giovani Fascisti"), due divisioni corazzate (la nuova "Centauro" italiana e la 15. Panzer-Division tedesca) e due divisioni di fanteria leggera tedesche (90. e la 164.). Dopo la disfatta di El Alamein fu ricostituito e tornò in linea anche un battaglione della "Folgore" composto dai superstiti dell’Egitto e inquadrato nel 66º Reggimento fanteria "Trieste". Le forze italo-tedesche della 1ª Armata vennero suddivise in due corpi d’armata: il XX al comando del generale Taddeo Orlando e il XXI comandato dal generale Paolo Berardi.

## La Campagna di Tunisia
L'obiettivo principale che l'OKW si proponeva dall'impiego di questo nuovo Gruppo d'armate Afrika era quello di proteggere le posizioni dell'Asse in territorio tunisino, considerate di rilevante importanza tattica e operativa.
La Iª Armata italiana avrebbe difeso le posizioni nel sud della Tunisia lungo la linea del Mareth e la 5ª Armata corazzata tedesca, invece, avrebbe difeso la zona settentrionale.
La campagna di Tunisia vide il Gruppo d'armate Afrika impegnato in una lunga serie di operazioni difensive, tra cui la Battaglia di Sidi Bou Zid e la più importante e famosa battaglia del Passo di Kasserine. Grazie all'abilità operativa dei loro reparti, le unità tedesche e italiane riuscirono a creare una situazione di stallo che si protrasse per molti mesi, impedendo così un immediato sfondamento delle loro linee da parte delle forze Alleate.
Tuttavia la mancanza di uomini, di mezzi e soprattutto di rifornimenti segnarono la sorte delle forze operanti in Tunisia. Dopo aver sfondato le posizioni italo-tedesche sulla linea del Mareth, nel maggio del 1943 gli Alleati posero fine alla resistenza delle forze dell'Asse in Africa, facendo prigionieri 275.000 soldati del Gruppo d'armate Afrika. Assieme ad essi, cadde prigioniero il generale Hans-Jürgen von Arnim, succeduto il 9 marzo 1943 a Rommel nel comando del gruppo di armate.

## Ordine di battaglia
- Gruppo d'armate Afrika
  - 1ª Armata italiana
    - Afrika Korps
    - XX Corpo d'armata motorizzato italiano
    - XXI Corpo d'armata italiano
    - 164. leichte Afrika-Division
    - Luftwaffen-Jäger-Brigade 1

  - V Armata corazzata tedesca
    - 10. Panzer-Division
    - Division von Broich
    - 20. Flak-Division
    - 50ª Brigata speciale di fanteria (Italiana)

## Comandante in capo
- 23 febbraio - 9 marzo 1943, Generalfeldmarschall Erwin Rommel
- 9 marzo - 12 maggio 1943, Generaloberst Hans-Jürgen von Arnim

## Capo di Stato Maggiore
- 23 febbraio - 1º marzo 1943, Oberst Fritz Bayerlein
- 1º marzo - 7 maggio 1943, Generalleutnant Alfred Gause

## Primo ufficiale di Stato Maggiore
- 23 febbraio - 12 maggio 1943, Oberst Heinz Pomtow